# Рапай-Маркіш Ольга Перецівна
О́льга Перецівна Рапа́й (до шлюбу Ма́ркіш; нар. 1 серпня 1929, Харків — пом. 1 лютого 2012, Ізраїль) — українська скульпторка; член Спілки радянських художників України з 1960 року.

## Біографія
Народилась 1 серпня 1929 року у місті Харкові (нині Україна). Дочка романіста Переца Маркіша та перекладачки Зінаїди Йоффе; падчерка мовознавця і перекладача Бориса Ткаченка.
1948 року вступила на скульптурний факультет Київського державного художнього інституту. У 1953 році була заарештована, як дочка ворогів народу і заслана до Сибіру, а потім до Північного Казахстану. У 1955 році була звільнена, повернулася до навчання і 1956 року захистила диплом за спеціальністю «скульптура». Була ученицею Макса Гельмана.
Упродовж 1956—1967 років працювала скульпторкою на Київському експериментальному кераміко-художньому заводі; у 1967—1997 роках — на творчій роботі при Художньому фонді України. Жила у Києві, в будинку на вулиці Кіквідзе, № 30а, квартира № 74. 
Померла в Ізраїлі 1 лютого 2012 року. Похована в Ізраїлі у Тель-Авіві.

## Сім'я
Чоловік — скульптор Рапай Микола Павлович. Дочка Катерина Рапай — художниця і письменниця, народилася під час заслання матері, з 1980 р. жила в Росії, але постійно брала участь в українських культурних заходах разом з матір'ю, після агресії 2014 р. повернулася у Київ. Онуки: Давид Ордовський (1989), Федір Ордовський (1974), Юлія Ордовська (1965) — живуть у Росії.

## Творчість
Працювала в галузі декоративної пластики та, з кінця 1960-х років, переважно монументальної декоративної скульптури (фантастичні звірі й птахи), архітектурної кераміки (панно, рельєфи, антропоморфні вази) — в теракоті, майоліці, шамоті.
Серед творів декоративної пластики серія статуеток «Цирк», фігурки в народному вбранні різних областей України та інші, зокрема:
- «День дівчат» (1957);
- «Узбечка» (1957);
- «На старт» (1958—1959);
- «Баскетболістка» (1958—1959);
- «Учениця» (1958—1959);
- «Гуцулка» (1958—1959);
- «Гопак» (1958—1959);
- композиція-сюїта «Пляж» (1959);
- «Швачка» (1959—1960);
- «Закохані» (1959—1960);
- «Гармошка» (1963);
- серія «Кубинці» (1964);
- композиція «Естрадний ансамбль» (1964);
- «Олег Попов» (1965);
- «Біп» (1965);
- «Чарлі Чаплін» (1965);
- «Марсель Марсо» (1965);
- «Корейський танок» (1965);
- «Чорт на козі» (1965, теракота);
- вази «Жінки» (1966);
- серія «Півні» (1967, шамот);
- серія «Чужоземці» (1967, шамот, розпис ангобом);
- «Цап» (1968, шамот, полива);
- «Весілля» (1968, майоліка).

Її скульптурні роботи, крім Київського експериментального кераміко-художнього заводу, тиражувалися Баранівським, Коростенським, Городницьким фарфоровими заводами та Полонським заводом художньої кераміки.
станкова скульптура
- «Погруддя Тараса Шевченка» (1964, фаянс);
- «Харків'янка» (1964);
- «Станіславка» (1964);
- «Скульптор Наталія Дерегус» (1969, теракота);
- «Сестри Паленко» (1970);
- «Просторова композиція» (1987);
- «Скульптор Федір Олексієнко» (1988);
- «Марія Примаченко» (1988).

монументальне мистецтво
- поліхромні композиції-рельєфи на Будинку торгівлі у Києві (1967);
- панно «Дельфіни» в інтер'єрі лікарні у Києві (1967);
- група декоративних скульптур «Людина і тварини» (1968);
- декоративний рельєф «Свято» (1968);
- оздоблення інтер'єру в санаторії «Чорноморка» в Одесі (1969);
- мозаїчне панно «Любіть книгу — джерело знань» на торці Середньої школи № 82 на вулиці Миколи Шпака, № 4 (1968, у співавторстві з Іваном Марчуком і В. Мельниковим);
- керамічний розпис площею 18 м2 у спецлікарні № 1 (1969, адресу не встановлено);
- 30 керамічних рельєфів розміром 60Х60 см кожен у кафе міста Охтирки (1970, не збереглися);
- 16 поліхромних керамічних рельєфів розміром 60Х60 см кожен в торговому центрі на проспекті Берестейському у Києві (1971, не збереглися);
- керамічні рельєфи в інтер'єрі торгового центру, у приміщеннях молочної кухні, театральної каси, пункту прокату, магазину кулінарії на проспекті Берестейському у Києві (1973, не збереглися);
- два рельєфних панно площею 18 м2 кожне в ресторані готелю «Славутич» (1973, у співавторстві з Борисом Довганем), * декоративні вази і світильники на вулиці Ентузіастів, № 1 у Києві (1973, не збереглися);
- керамічні рельєфи на території санаторію «Лісова поляна» (нині Шпиталь для псевдоінтернаціоналістів) у Пущі-Водиці, 7-я лінія (1973);
- скульптура, рельєфи, розписи в ресторані «Краків» на проспекті Берестейському в районі Шулявки у Києві (1974, не збереглися);
- рельєфи в акторському холі Національного академічного драматичного театру імені Лесі Українки, вулиця Богдана Хмельницького, № 5 у Києві (1977);
- декоративна поліхромна керамічна скульптура в дитячій лікарні (1978, адреса не встановлено).
- рельєфи, маски, розписи, декоративна поліхромна керамічна скульптура в інтер'єрі Національної бібліотеки України для дітей, вулиця Януша Корчака, № 60 у Києві (1979);
- декоративна поліхромна керамічна скульптура, мала пластика, рельєфи, світильники в кафе-барі Інституту фізіології імені Олександра Богомольця НАН України, вулиця Академіка Богомольця, № 4 у Києві (1980);
- рельєфи, декоративна поліхромна керамічна скульптура, вази в вестибюлі готелю «Братислава», вулиця Андрія Малишка, № 1 у Києві (1981, не збереглиися).
- просторова композиція «Рослина», рельєфи, вази, світильники у вестибюлі Інституту ботаніки імені Миколи Холодного, вулиця Терещенківська, № 2 у Києві (1982);

фрагмент панно на бульварі Тараса Шевченка № 50—52 у Києві.

- керамічні композиції загальною площею понад 300 м2 на фасаді Будинку національних творчих колективів України; бульвар Тараса Шевченка № 50—52 у Києві (1987).

Брала участь у республіканських виставках з 1957 року, всесоюзних та зарубіжних — з 1958 року. Персональні виставки відбулися у Києві у 1967, 1995, 2004, 2014, 2015 роках; Львові, Ужгороді, Луцьку в 1968 році; Чернівцях у 1969 році.
Роботи скульпторки є в українських музеях за кордоном. Найбільш цінні збірки знаходяться в Національному музеї українського народного декоративного мистецтва і в Національному художньому музеї України, також роботи предствлені у Національному музеї Тараса Шевченка у Києві.